# 앨런 스카프

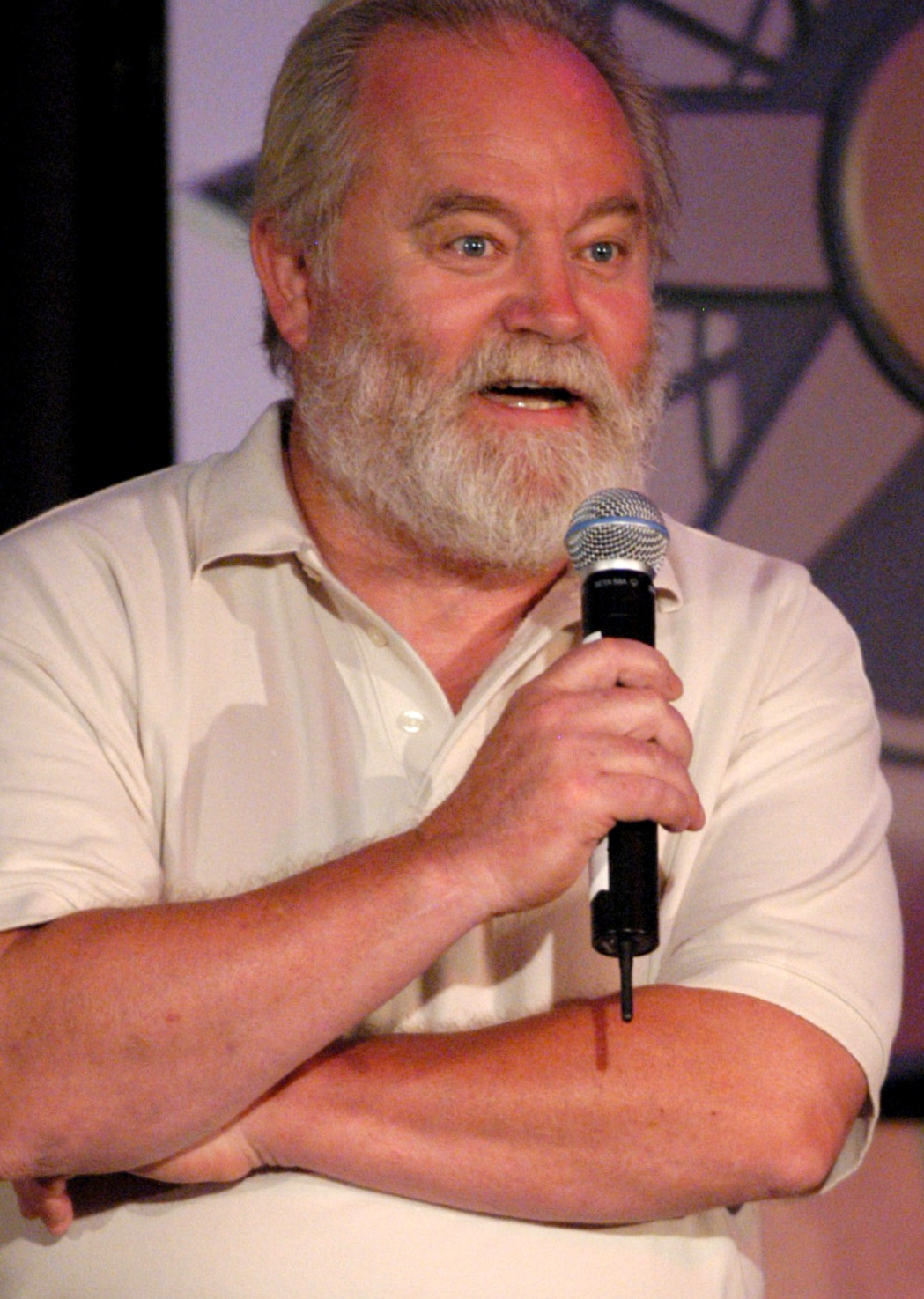

앨런 스카프(영어: Alan Scarfe, 1946년 6월 8일 ~ )는 영국 잉글랜드 출신의 캐나다 배우이다.
하펜덴에서 태어났다.

## 영화
- 하스팅스 스트리트 (2007년)
- 햄스터 케이지 (2005년)
- 게드 전기: 어스시 마법사 (2004년)
- 안드로메다 (2000년)
- 세븐 데이즈 (1998년)
- 코 끝에 매달린 사나이 (1998년)
- 일급비밀 (1998년)
- 종횡사해 2 (1996년)
- 전격 Z 명령 (1996년)
- 미스티리어스 아일랜드 (1995년)
- 제3의 눈 (1995년)
- 건스모크 5 (1994년)
- 어둠의 묵시록 (1994년)
- 마지막 생존자 (1993년)
- 리썰 웨폰 3 (1992년)
- 아울 (1991년)
- 더블 반담 (1991년)
- 아이언 이글 2 (1988년)
- 키핑 트랙 (1987년)
- 스타 트렉 - 넥스트 제너레이션 TV 시리즈 (1987년)
- 론리 하트 (1987년)
- 머나먼 정글 (1987년)
- 조슈아 스캔들 (1985년)
- 레이몬드 그레이함의 사형 집행 (1985년)
- 부둣가의 비밀 (1984년)
- 프리즌(영어판) (1984년)
- 호보 (1979년)
- 원 라이프 투 리브 (1968년)
- 더 비터 애쉬 (1963년)